# Juan de Nova
Juan de Nova (fr. Île Juan de Nova) – tropikalna wysepka położona w Kanale Mozambickim, w połowie drogi między Madagaskarem a wybrzeżem Mozambiku. Należy do Francji, wchodzi w skład Francuskich Terytoriów Południowych i Antarktycznych.

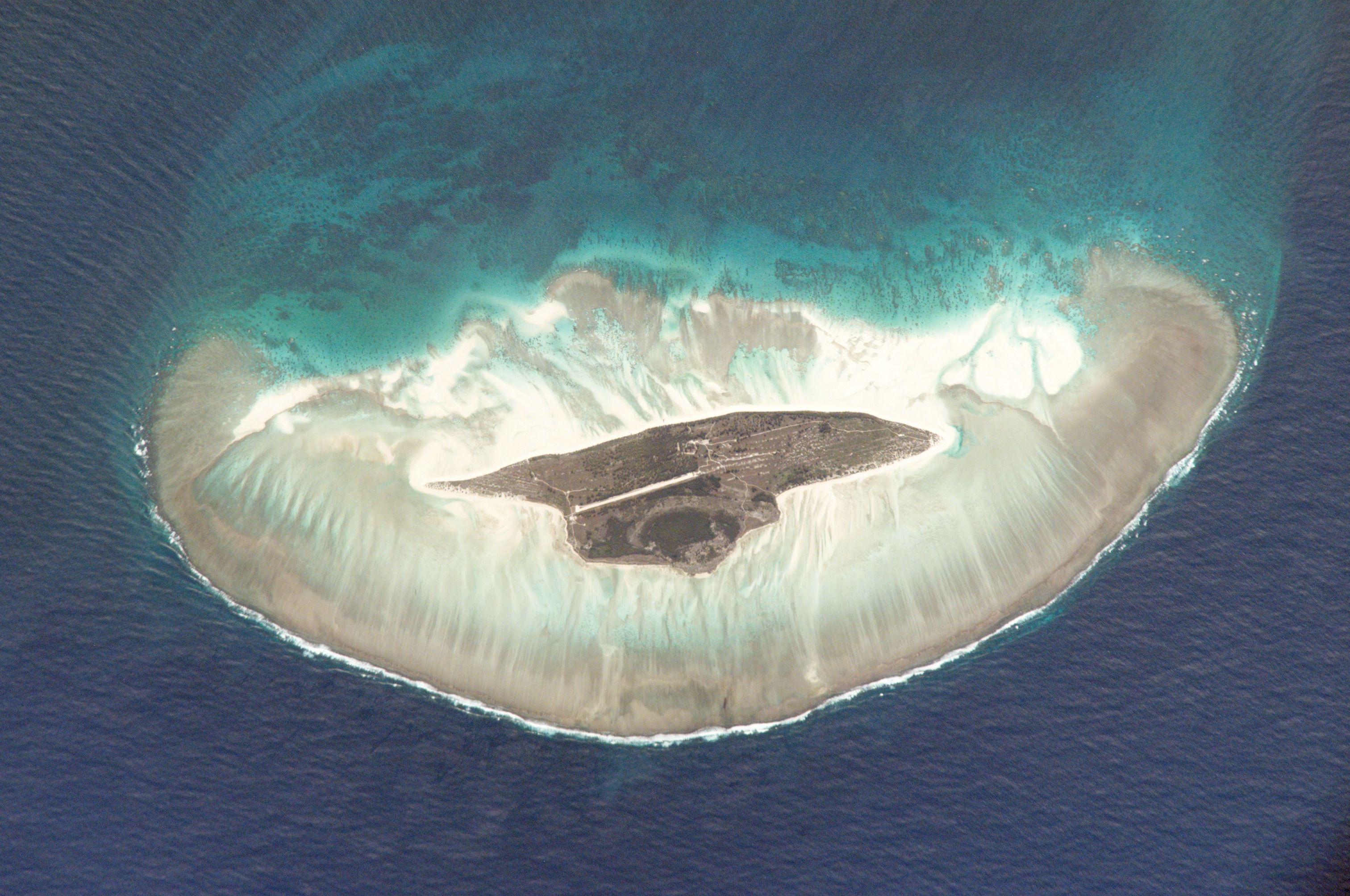
Juan de Nova i otaczająca rafa z Międzynarodowej Stacji Kosmicznej

Wybrzeża wyspy Juan de Nova otacza szeroka laguna i rafa barierowa. Powierzchnia wyspy została przeobrażona przez ludzką działalność, obejmującą głównie eksploatację pokładów guano i powstałych z niego fosforanów; porastają ją palmy kokosowe i kazuaryna, sprowadzone przez człowieka. Obecnie wyspa stanowi rezerwat przyrody. Fauna wyspy jest bogata, żyje na niej największa kolonia rybitw czarnogrzbietych na Oceanie Indyjskim i jedna z największych na świecie.

## Historia
Juan de Nova została odkryta dla Europejczyków w 1501 roku, jej odkrycie przypisuje się admirałowi Juanowi de Nova. Wyspa była różnorodnie nazywana przez kartografów, oprócz różnych form obecnej nazwy (Johan da Nova, Joa da Nova) pojawiała się także nazwa „San-Christophoro” lub „Saint-Christophe”, na cześć św. Krzysztofa. Wyspa została formalnie przyłączona do Francji w 1897 r., gdy Madagaskar był pod władzą francuską. Wydobycie guana i fosforanów rozpoczęło się na początku XX wieku.
Obecnie wyspa jest bezludna, okresowo przebywają na niej ekspedycje badawcze. Na wyspie znajduje się lądowisko oraz stacja meteorologiczna, otwarta w 1973 roku.
Do wyspy Juan de Nova, podobnie jak i do innych francuskich wysp w Kanale Mozambickim, pretensje zgłasza Madagaskar.